# 皮內灣
66°43′S 140°17′E / 66.717°S 140.283°E
皮內灣是南極洲的海灣，位於阿黛利地，長15公里、寬3.7公里，在1840年1月30日由美國探險隊發現，現時由南極條約體系管理。